# Petersburg, Illinois
Petersburg är en stad (city) i den amerikanska delstaten Illinois med en yta av 4 km² och en folkmängd, som uppgår till 2 299 invånare (2000). Petersburg är administrativ huvudort i Menard County, Illinois.

## Kända personer från Petersburg
- William B. McKinley, politiker, senator 1921-1926